# Zboj, Snina
Zboj este o comună slovacă, aflată în districtul Snina din regiunea Prešov, pe malul râului Zbojský potok⁠(d). Localitatea se află la altitudinea de 356 m deasupra n.m., se întinde pe o suprafață de 50,54 km2 și în 2017 număra 311 locuitori. Se învecinează cu Wetlina⁠(d), Nová Sedlica, Stujîțea, Kneahînea, Uličské Krivé, Ruský Potok, Runina și Smerek, Podkarpackie Voivodeship⁠(d).

## Istoric
Localitatea Zboj este atestată documentar din 1567.

## Demografie
| An:                | 1994 | 2004    | 2014    | 2024    |
| ------------------ | ---- | ------- | ------- | ------- |
| Număr de persoane: | 584  | 451     | 349     | 257     |
| Diferență:         |      | −22,77% | −22,61% | −26,36% |

| An:                | 2023 | 2024   |
| ------------------ | ---- | ------ |
| Număr de persoane: | 261  | 257    |
| Diferență:         |      | −1,53% |